# Comuni della Repubblica Ceca (D)
Questa pagina contiene l'elenco dei comuni cechi il cui nome inizia con la lettera D.
Per ciascun comune sono indicati il distretto e la regione d'appartenenza. I comuni che hanno lo status di città (město) sono indicati in grassetto, quelli che hanno lo status di comune mercato (městys) in corsivo.
| Comune                             | Distretto           | Regione             |
| ---------------------------------- | ------------------- | ------------------- |
| Dačice                             | Jindřichův Hradec   | Boemia meridionale  |
| Dalečín                            | Žďár nad Sázavou    | Vysočina            |
| Daleké Dušníky                     | Příbram             | Boemia centrale     |
| Dalešice (Liberec)                 | Jablonec nad Nisou  | Liberec             |
| Dalešice (Vysočina)                | Třebíč              | Vysočina            |
| Dalovice (Boemia centrale)         | Mladá Boleslav      | Boemia centrale     |
| Dalovice (Karlovy Vary)            | Karlovy Vary        | Karlovy Vary        |
| Dambořice                          | Hodonín             | Moravia meridionale |
| Damnice                            | Znojmo              | Moravia meridionale |
| Damníkov                           | Ústí nad Orlicí     | Pardubice           |
| Daňkovice                          | Žďár nad Sázavou    | Vysočina            |
| Darkovice                          | Opava               | Moravia-Slesia      |
| Daskabát                           | Olomouc             | Olomouc             |
| Dasnice                            | Sokolov             | Karlovy Vary        |
| Dasný                              | České Budějovice    | Boemia meridionale  |
| Dašice                             | Pardubice           | Pardubice           |
| Davle                              | Praha-západ         | Boemia centrale     |
| Deblín                             | Brno-venkov         | Moravia meridionale |
| Děčany                             | Litoměřice          | Ústí nad Labem      |
| Děčín                              | Děčín               | Ústí nad Labem      |
| Dědice                             | Třebíč              | Vysočina            |
| Dědová                             | Chrudim             | Pardubice           |
| Dehtáře                            | Pelhřimov           | Vysočina            |
| Děhylov                            | Opava               | Moravia-Slesia      |
| Děkanovice                         | Benešov             | Boemia centrale     |
| Děkov                              | Rakovník            | Boemia centrale     |
| Děpoltovice                        | Karlovy Vary        | Karlovy Vary        |
| Desná                              | Jablonec nad Nisou  | Liberec             |
| Desná (Pardubice)                  | Svitavy             | Pardubice           |
| Dešenice                           | Klatovy             | Plzeň               |
| Dešná (Boemia meridionale)         | Jindřichův Hradec   | Boemia meridionale  |
| Dešná (Zlín)                       | Zlín                | Zlín                |
| Dešov                              | Třebíč              | Vysočina            |
| Deštná (Boemia meridionale)        | Jindřichův Hradec   | Boemia meridionale  |
| Deštná (Moravia meridionale)       | Blansko             | Moravia meridionale |
| Deštné v Orlických horách          | Rychnov nad Kněžnou | Hradec Králové      |
| Deštnice                           | Louny               | Ústí nad Labem      |
| Dětenice                           | Jičín               | Hradec Králové      |
| Dětkovice (Olomouc)                | Prostějov           | Olomouc             |
| Dětkovice (Moravia meridionale)    | Vyškov              | Moravia meridionale |
| Dětmarovice                        | Karviná             | Moravia-Slesia      |
| Dětřichov (Liberec)                | Liberec             | Liberec             |
| Dětřichov (Pardubice)              | Svitavy             | Pardubice           |
| Dětřichov nad Bystřicí             | Bruntál             | Moravia-Slesia      |
| Dětřichov u Moravské Třebové       | Svitavy             | Pardubice           |
| Dílce                              | Jičín               | Hradec Králové      |
| Díly                               | Domažlice           | Plzeň               |
| Dírná                              | Tábor               | Boemia meridionale  |
| Diváky                             | Břeclav             | Moravia meridionale |
| Dívčice                            | České Budějovice    | Boemia meridionale  |
| Dívčí Hrad                         | Bruntál             | Moravia-Slesia      |
| Dívčí Kopy                         | Jindřichův Hradec   | Boemia meridionale  |
| Divec                              | Hradec Králové      | Hradec Králové      |
| Divišov                            | Benešov             | Boemia centrale     |
| Dlažkovice                         | Litoměřice          | Ústí nad Labem      |
| Dlažov                             | Klatovy             | Plzeň               |
| Dlouhá Brtnice                     | Jihlava             | Vysočina            |
| Dlouhá Lhota (Příbram)             | Příbram             | Boemia centrale     |
| Dlouhá Lhota (Boemia meridionale)  | Tábor               | Boemia meridionale  |
| Dlouhá Lhota (Mladá Boleslav)      | Mladá Boleslav      | Boemia centrale     |
| Dlouhá Lhota (Moravia meridionale) | Blansko             | Moravia meridionale |
| Dlouhá Loučka (Olomouc)            | Olomouc             | Olomouc             |
| Dlouhá Loučka (Pardubice)          | Svitavy             | Pardubice           |
| Dlouhá Stráň                       | Bruntál             | Moravia-Slesia      |
| Dlouhá Třebová                     | Ústí nad Orlicí     | Pardubice           |
| Dlouhá Ves (Plzeň)                 | Klatovy             | Plzeň               |
| Dlouhá Ves (Vysočina)              | Havlíčkův Brod      | Vysočina            |
| Dlouhé                             | Žďár nad Sázavou    | Vysočina            |
| Dlouhomilov                        | Šumperk             | Olomouc             |
| Dlouhoňovice                       | Ústí nad Orlicí     | Pardubice           |
| Dlouhopolsko                       | Nymburk             | Boemia centrale     |
| Dlouhý Most                        | Liberec             | Liberec             |
| Dlouhý Újezd                       | Tachov              | Plzeň               |
| Dnešice                            | Plzeň-jih           | Plzeň               |
| Dobelice                           | Znojmo              | Moravia meridionale |
| Dobev                              | Písek               | Boemia meridionale  |
| Dobkovice                          | Děčín               | Ústí nad Labem      |
| Dobrá (Repubblica Ceca)            | Frýdek-Místek       | Moravia-Slesia      |
| Dobrá Voda (Pelhřimov)             | Pelhřimov           | Vysočina            |
| Dobrá Voda (Žďár nad Sázavou)      | Žďár nad Sázavou    | Vysočina            |
| Dobrá Voda u Hořic                 | Jičín               | Hradec Králové      |
| Dobrá Voda u Pacova                | Pelhřimov           | Vysočina            |
| Dobrá Voda u Českých Budějovic     | České Budějovice    | Boemia meridionale  |
| Dobratice                          | Frýdek-Místek       | Moravia-Slesia      |
| Dobrčice                           | Přerov              | Olomouc             |
| Dobré                              | Rychnov nad Kněžnou | Hradec Králové      |
| Dobré Pole                         | Břeclav             | Moravia meridionale |
| Dobrkovice                         | Zlín                | Zlín                |
| Dobrná                             | Děčín               | Ústí nad Labem      |
| Dobročkovice                       | Vyškov              | Moravia meridionale |
| Dobročovice                        | Praha-východ        | Boemia centrale     |
| Dobrohošť                          | Jindřichův Hradec   | Boemia meridionale  |
| Dobrochov                          | Prostějov           | Olomouc             |
| Dobroměřice                        | Louny               | Ústí nad Labem      |
| Dobromilice                        | Prostějov           | Olomouc             |
| Dobronice u Bechyně                | Tábor               | Boemia meridionale  |
| Dobronín                           | Jihlava             | Vysočina            |
| Dobroslavice                       | Opava               | Moravia-Slesia      |
| Dobroutov                          | Jihlava             | Vysočina            |
| Dobrovice                          | Mladá Boleslav      | Boemia centrale     |
| Dobrovítov                         | Kutná Hora          | Boemia centrale     |
| Dobrovíz                           | Praha-západ         | Boemia centrale     |
| Dobršín                            | Klatovy             | Plzeň               |
| Dobruška                           | Rychnov nad Kněžnou | Hradec Králové      |
| Dobřany                            | Plzeň-jih           | Plzeň               |
| Dobřany (Hradec Králové)           | Rychnov nad Kněžnou | Hradec Králové      |
| Dobřejovice                        | Praha-východ        | Boemia centrale     |
| Dobřeň                             | Mělník              | Boemia centrale     |
| Dobřenice                          | Hradec Králové      | Hradec Králové      |
| Dobříč (Boemia centrale)           | Praha-západ         | Boemia centrale     |
| Dobříč (Plzeň)                     | Plzeň-sever         | Plzeň               |
| Dobřichov                          | Kolín               | Boemia centrale     |
| Dobřichovice                       | Praha-západ         | Boemia centrale     |
| Dobříkov                           | Ústí nad Orlicí     | Pardubice           |
| Dobříň                             | Litoměřice          | Ústí nad Labem      |
| Dobřínsko                          | Znojmo              | Moravia meridionale |
| Dobříš                             | Příbram             | Boemia centrale     |
| Dobřív                             | Rokycany            | Plzeň               |
| Dobšice (Boemia centrale)          | Nymburk             | Boemia centrale     |
| Dobšice (Boemia meridionale)       | České Budějovice    | Boemia meridionale  |
| Dobšice (Moravia meridionale)      | Znojmo              | Moravia meridionale |
| Dobšín                             | Mladá Boleslav      | Boemia centrale     |
| Dohalice                           | Hradec Králové      | Hradec Králové      |
| Doksany                            | Litoměřice          | Ústí nad Labem      |
| Doksy (Boemia centrale)            | Kladno              | Boemia centrale     |
| Doksy (Liberec)                    | Česká Lípa          | Liberec             |
| Dolánky nad Ohří                   | Litoměřice          | Ústí nad Labem      |
| Dolany (Hradec Králové)            | Náchod              | Hradec Králové      |
| Dolany (Kladno)                    | Kladno              | Boemia centrale     |
| Dolany (Klatovy)                   | Klatovy             | Plzeň               |
| Dolany (Mělník)                    | Mělník              | Boemia centrale     |
| Dolany (Olomouc)                   | Olomouc             | Olomouc             |
| Dolany (Pardubice)                 | Pardubice           | Pardubice           |
| Dolany (Plzeň-sever)               | Plzeň-sever         | Plzeň               |
| Dolce (Repubblica Ceca)            | Plzeň-jih           | Plzeň               |
| Dolenice                           | Znojmo              | Moravia meridionale |
| Dolní Bečva                        | Vsetín              | Zlín                |
| Dolní Bělá                         | Plzeň-sever         | Plzeň               |
| Dolní Benešov                      | Opava               | Moravia-Slesia      |
| Dolní Beřkovice                    | Mělník              | Boemia centrale     |
| Dolní Bezděkov                     | Chrudim             | Pardubice           |
| Dolní Bojanovice                   | Hodonín             | Moravia meridionale |
| Dolní Bousov                       | Mladá Boleslav      | Boemia centrale     |
| Dolní Branná                       | Trutnov             | Hradec Králové      |
| Dolní Brusnice                     | Trutnov             | Hradec Králové      |
| Dolní Břežany                      | Praha-západ         | Boemia centrale     |
| Dolní Bukovsko                     | České Budějovice    | Boemia meridionale  |
| Dolní Cerekev                      | Jihlava             | Vysočina            |
| Dolní Čermná                       | Ústí nad Orlicí     | Pardubice           |
| Dolní Dobrouč                      | Ústí nad Orlicí     | Pardubice           |
| Dolní Domaslavice                  | Frýdek-Místek       | Moravia-Slesia      |
| Dolní Dubňany                      | Znojmo              | Moravia meridionale |
| Dolní Dunajovice                   | Břeclav             | Moravia meridionale |
| Dolní Dvořiště                     | Český Krumlov       | Boemia meridionale  |
| Dolní Dvůr                         | Trutnov             | Hradec Králové      |
| Dolní Habartice                    | Děčín               | Ústí nad Labem      |
| Dolní Hbity                        | Příbram             | Boemia centrale     |
| Dolní Heřmanice                    | Žďár nad Sázavou    | Vysočina            |
| Dolní Hořice                       | Tábor               | Boemia meridionale  |
| Dolní Hradiště                     | Plzeň-sever         | Plzeň               |
| Dolní Hrachovice                   | Tábor               | Boemia meridionale  |
| Dolní Chvatliny                    | Kolín               | Boemia centrale     |
| Dolní Kalná                        | Trutnov             | Hradec Králové      |
| Dolní Kounice                      | Brno-venkov         | Moravia meridionale |
| Dolní Kralovice                    | Benešov             | Boemia centrale     |
| Dolní Krupá (Boemia centrale)      | Mladá Boleslav      | Boemia centrale     |
| Dolní Krupá (Vysočina)             | Havlíčkův Brod      | Vysočina            |
| Dolní Lánov                        | Trutnov             | Hradec Králové      |
| Dolní Lažany                       | Třebíč              | Vysočina            |
| Dolní Lhota (Moravia-Slesia)       | Ostrava             | Moravia-Slesia      |
| Dolní Lhota (Zlín)                 | Zlín                | Zlín                |
| Dolní Libochová                    | Žďár nad Sázavou    | Vysočina            |
| Dolní Lochov                       | Jičín               | Hradec Králové      |
| Dolní Lomná                        | Frýdek-Místek       | Moravia-Slesia      |
| Dolní Loučky                       | Brno-venkov         | Moravia meridionale |
| Dolní Lukavice                     | Plzeň-jih           | Plzeň               |
| Dolní Lutyně                       | Karviná             | Moravia-Slesia      |
| Dolní Město                        | Havlíčkův Brod      | Vysočina            |
| Dolní Morava                       | Ústí nad Orlicí     | Pardubice           |
| Dolní Moravice                     | Bruntál             | Moravia-Slesia      |
| Dolní Němčí                        | Uherské Hradiště    | Zlín                |
| Dolní Nětčice                      | Přerov              | Olomouc             |
| Dolní Nivy                         | Sokolov             | Karlovy Vary        |
| Dolní Novosedly                    | Písek               | Boemia meridionale  |
| Dolní Olešnice                     | Trutnov             | Hradec Králové      |
| Dolní Pěna                         | Jindřichův Hradec   | Boemia meridionale  |
| Dolní Podluží                      | Děčín               | Ústí nad Labem      |
| Dolní Pohleď                       | Kutná Hora          | Boemia centrale     |
| Dolní Poustevna                    | Děčín               | Ústí nad Labem      |
| Dolní Přím                         | Hradec Králové      | Hradec Králové      |
| Dolní Radechová                    | Náchod              | Hradec Králové      |
| Dolní Roveň                        | Pardubice           | Pardubice           |
| Dolní Rožínka                      | Žďár nad Sázavou    | Vysočina            |
| Dolní Rychnov                      | Sokolov             | Karlovy Vary        |
| Dolní Řasnice                      | Liberec             | Liberec             |
| Dolní Ředice                       | Pardubice           | Pardubice           |
| Dolní Slivno                       | Mladá Boleslav      | Boemia centrale     |
| Dolní Sokolovec                    | Havlíčkův Brod      | Vysočina            |
| Dolní Stakory                      | Mladá Boleslav      | Boemia centrale     |
| Dolní Studénky                     | Šumperk             | Olomouc             |
| Dolní Těšice                       | Přerov              | Olomouc             |
| Dolní Tošanovice                   | Frýdek-Místek       | Moravia-Slesia      |
| Dolní Třebonín                     | Český Krumlov       | Boemia meridionale  |
| Dolní Újezd (Olomouc)              | Přerov              | Olomouc             |
| Dolní Újezd (Pardubice)            | Svitavy             | Pardubice           |
| Dolní Věstonice                    | Břeclav             | Moravia meridionale |
| Dolní Vilémovice                   | Třebíč              | Vysočina            |
| Dolní Vilímeč                      | Jihlava             | Vysočina            |
| Dolní Zálezly                      | Ústí nad Labem      | Ústí nad Labem      |
| Dolní Zimoř                        | Mělník              | Boemia centrale     |
| Dolní Žandov                       | Cheb                | Karlovy Vary        |
| Dolní Žďár                         | Jindřichův Hradec   | Boemia meridionale  |
| Dolní Životice                     | Opava               | Moravia-Slesia      |
| Doloplazy (Olomouc)                | Olomouc             | Olomouc             |
| Doloplazy (Prostějov)              | Prostějov           | Olomouc             |
| Domamil                            | Třebíč              | Vysočina            |
| Domanín (Boemia meridionale)       | Jindřichův Hradec   | Boemia meridionale  |
| Domanín (Moravia meridionale)      | Hodonín             | Moravia meridionale |
| Dománovice                         | Kolín               | Boemia centrale     |
| Domašín                            | Chomutov            | Ústí nad Labem      |
| Domašov                            | Brno-venkov         | Moravia meridionale |
| Domašov nad Bystřicí               | Olomouc             | Olomouc             |
| Domašov u Šternberka               | Olomouc             | Olomouc             |
| Domaželice                         | Přerov              | Olomouc             |
| Domažlice                          | Domažlice           | Plzeň               |
| Domoraz                            | Klatovy             | Plzeň               |
| Domousnice                         | Mladá Boleslav      | Boemia centrale     |
| Domoušice                          | Louny               | Ústí nad Labem      |
| Doňov                              | Jindřichův Hradec   | Boemia meridionale  |
| Doubek                             | Praha-východ        | Boemia centrale     |
| Doubice                            | Děčín               | Ústí nad Labem      |
| Doubrava                           | Karviná             | Moravia-Slesia      |
| Doubravčice                        | Kolín               | Boemia centrale     |
| Doubravice (Strakonice)            | Strakonice          | Boemia meridionale  |
| Doubravice (České Budějovice)      | České Budějovice    | Boemia meridionale  |
| Doubravice (Hradec Králové)        | Trutnov             | Hradec Králové      |
| Doubravice nad Svitavou            | Blansko             | Moravia meridionale |
| Doubravička                        | Mladá Boleslav      | Boemia centrale     |
| Doubravník                         | Brno-venkov         | Moravia meridionale |
| Doubravy                           | Zlín                | Zlín                |
| Doudleby                           | České Budějovice    | Boemia meridionale  |
| Doudleby nad Orlicí                | Rychnov nad Kněžnou | Hradec Králové      |
| Doupě                              | Jihlava             | Vysočina            |
| Drahanovice                        | Olomouc             | Olomouc             |
| Drahany                            | Prostějov           | Olomouc             |
| Drahelčice                         | Praha-západ         | Boemia centrale     |
| Drahenice                          | Příbram             | Boemia centrale     |
| Drahkov                            | Plzeň-jih           | Plzeň               |
| Drahlín                            | Příbram             | Boemia centrale     |
| Drahňovice                         | Benešov             | Boemia centrale     |
| Drahobudice                        | Kolín               | Boemia centrale     |
| Drahobuz                           | Litoměřice          | Ústí nad Labem      |
| Drahonice                          | Strakonice          | Boemia meridionale  |
| Drahonín                           | Brno-venkov         | Moravia meridionale |
| Drahoňův Újezd                     | Rokycany            | Plzeň               |
| Drahotěšice                        | České Budějovice    | Boemia meridionale  |
| Drahotín                           | Domažlice           | Plzeň               |
| Drahouš                            | Rakovník            | Boemia centrale     |
| Drahov                             | Tábor               | Boemia meridionale  |
| Drachkov                           | Strakonice          | Boemia meridionale  |
| Dráchov                            | Tábor               | Boemia meridionale  |
| Drásov (Boemia centrale)           | Příbram             | Boemia centrale     |
| Drásov (Moravia meridionale)       | Brno-venkov         | Moravia meridionale |
| Dražeň                             | Plzeň-sever         | Plzeň               |
| Draženov                           | Domažlice           | Plzeň               |
| Dražice (Repubblica Ceca)          | Tábor               | Boemia meridionale  |
| Dražíč                             | České Budějovice    | Boemia meridionale  |
| Dražičky                           | Tábor               | Boemia meridionale  |
| Drážov                             | Strakonice          | Boemia meridionale  |
| Dražovice (Moravia meridionale)    | Vyškov              | Moravia meridionale |
| Dražovice (Plzeň)                  | Klatovy             | Plzeň               |
| Dražůvky                           | Hodonín             | Moravia meridionale |
| Drevníky                           | Příbram             | Boemia centrale     |
| Drhovice                           | Tábor               | Boemia meridionale  |
| Drhovle                            | Písek               | Boemia meridionale  |
| Drhovy                             | Příbram             | Boemia centrale     |
| Drmoul                             | Cheb                | Karlovy Vary        |
| Drnek                              | Kladno              | Boemia centrale     |
| Drnholec                           | Břeclav             | Moravia meridionale |
| Drnovice (Blansko)                 | Blansko             | Moravia meridionale |
| Drnovice (Vyškov)                  | Vyškov              | Moravia meridionale |
| Drnovice (Zlín)                    | Zlín                | Zlín                |
| Drobovice                          | Kutná Hora          | Boemia centrale     |
| Droužetice                         | Strakonice          | Boemia meridionale  |
| Droužkovice                        | Chomutov            | Ústí nad Labem      |
| Drozdov (Boemia centrale)          | Beroun              | Boemia centrale     |
| Drozdov (Olomouc)                  | Šumperk             | Olomouc             |
| Drslavice (Boemia meridionale)     | Prachatice          | Boemia meridionale  |
| Drslavice (Zlín)                   | Uherské Hradiště    | Zlín                |
| Druhanov                           | Havlíčkův Brod      | Vysočina            |
| Drunče                             | Jindřichův Hradec   | Boemia meridionale  |
| Druztová                           | Plzeň-sever         | Plzeň               |
| Družec                             | Kladno              | Boemia centrale     |
| Drysice                            | Vyškov              | Moravia meridionale |
| Držkov                             | Jablonec nad Nisou  | Liberec             |
| Držková                            | Zlín                | Zlín                |
| Držovice                           | Prostějov           | Olomouc             |
| Dřenice                            | Chrudim             | Pardubice           |
| Dřešín                             | Strakonice          | Boemia meridionale  |
| Dřetovice                          | Kladno              | Boemia centrale     |
| Dřevčice                           | Praha-východ        | Boemia centrale     |
| Dřevěnice                          | Jičín               | Hradec Králové      |
| Dřevnovice                         | Prostějov           | Olomouc             |
| Dřevohostice                       | Přerov              | Olomouc             |
| Dřínov (Kladno)                    | Kladno              | Boemia centrale     |
| Dřínov (Mělník)                    | Mělník              | Boemia centrale     |
| Dřínov (Zlín)                      | Kroměříž            | Zlín                |
| Dřísy                              | Praha-východ        | Boemia centrale     |
| Dříteč                             | Pardubice           | Pardubice           |
| Dříteň                             | České Budějovice    | Boemia meridionale  |
| Dub (Repubblica Ceca)              | Prachatice          | Boemia meridionale  |
| Dub nad Moravou                    | Olomouc             | Olomouc             |
| Dubá                               | Česká Lípa          | Liberec             |
| Dubany                             | Pardubice           | Pardubice           |
| Dubčany                            | Olomouc             | Olomouc             |
| Dubenec (Boemia centrale)          | Příbram             | Boemia centrale     |
| Dubenec (Hradec Králové)           | Trutnov             | Hradec Králové      |
| Dubí                               | Teplice             | Ústí nad Labem      |
| Dubicko                            | Šumperk             | Olomouc             |
| Dubičné                            | České Budějovice    | Boemia meridionale  |
| Dublovice                          | Příbram             | Boemia centrale     |
| Dubňany                            | Hodonín             | Moravia meridionale |
| Dubné                              | České Budějovice    | Boemia meridionale  |
| Dubnice                            | Česká Lípa          | Liberec             |
| Dubno (Repubblica Ceca)            | Příbram             | Boemia centrale     |
| Dubovice                           | Pelhřimov           | Vysočina            |
| Dudín                              | Jihlava             | Vysočina            |
| Duchcov                            | Teplice             | Ústí nad Labem      |
| Dukovany                           | Třebíč              | Vysočina            |
| Důl                                | Pelhřimov           | Vysočina            |
| Dunajovice                         | Jindřichův Hradec   | Boemia meridionale  |
| Dunice                             | Benešov             | Boemia centrale     |
| Dušejov                            | Jihlava             | Vysočina            |
| Dušníky                            | Litoměřice          | Ústí nad Labem      |
| Dvakačovice                        | Chrudim             | Pardubice           |
| Dvorce (Moravia-Slesia)            | Bruntál             | Moravia-Slesia      |
| Dvorce (Vysočina)                  | Jihlava             | Vysočina            |
| Dvory (Boemia centrale)            | Nymburk             | Boemia centrale     |
| Dvory (Boemia meridionale)         | Prachatice          | Boemia meridionale  |
| Dvory nad Lužnicí                  | Jindřichův Hradec   | Boemia meridionale  |
| Dvůr Králové nad Labem             | Trutnov             | Hradec Králové      |
| Dyjákovice                         | Znojmo              | Moravia meridionale |
| Dyjákovičky                        | Znojmo              | Moravia meridionale |
| Dyje                               | Znojmo              | Moravia meridionale |
| Dyjice                             | Jihlava             | Vysočina            |
| Dymokury                           | Nymburk             | Boemia centrale     |
| Dynín                              | České Budějovice    | Boemia meridionale  |
| Dýšina                             | Plzeň-město         | Plzeň               |
| Dzbel                              | Prostějov           | Olomouc             |
| Džbánice                           | Znojmo              | Moravia meridionale |
| Džbánov                            | Ústí nad Orlicí     | Pardubice           |